# Atractus occipitoalbus
Espèce
Synonymes
- Rhabdosoma occipitoalbum Jan, 1862

Atractus occipitoalbus est une espèce de serpents de la famille des Dipsadidae.

## Répartition
Cette espèce se rencontre dans le département de Putumayo en Colombie, dans l'est de l'Équateur, au Pérou et en Bolivie.

## Description
Dans sa description Jan indique que le spécimen en sa possession mesure 52 cm dont 6 cm pour la queue.

## Publication originale
- Jan, 1862 : Enumerazione sistematico delle specie d'ofidi del gruppo Calamaridae. Archivio per la zoologia, l'anatomia e la fisiologia, vol. 2, p. 1-76 (texte intégral).